# Pseudocalotes
Pseudocalotes – rodzaj jaszczurek z podrodziny Draconinae w obrębie rodziny agamowatych (Agamidae).

## Zasięg występowania
Rodzaj obejmuje gatunki występujące w Azji (Chińska Republika Ludowa, Indie, Bhutan, Mjanma, Laos, Wietnam, Kambodża, Tajlandia, Malezja i Indonezja).

## Systematyka

### Etymologia
- Pseudocalotes: gr. ψευδος pseudos „fałszywy”[6]; rodzaj Calotes Cuvier, 1817.
- Paracalotes: gr. παρα para „blisko, obok”[7]; rodzaj Calotes Cuvier, 1817. Gatunek typowy: Paracalotes poilani Bourret, 1939

### Podział systematyczny
Do rodzaju należą następujące gatunki:

- Pseudocalotes andamanensis (Boulenger, 1891)
- Pseudocalotes baliomus Harvey, Shaney, Hamidy, Kurniawan & Smith, 2017
- Pseudocalotes bapoensis (Yang, Su & Li, 1979)
- Pseudocalotes brevipes (Werner, 1904)
- Pseudocalotes cybelidermus Harvey, Hamidy, Kurniawan, Shaney & Smith, 2014
- Pseudocalotes dringi Hallermann & Böhme, 2000
- Pseudocalotes drogon Grismer, Quah, Wood, Anuar, Muin, Davis, Murdoch, Grismer, Cota & Cobos, 2016
- Pseudocalotes flavigula (Smith, 1924)
- Pseudocalotes floweri (Boulenger, 1912)
- Pseudocalotes guttalineatus Harvey, Hamidy, Kurniawan, Shaney & Smith, 2014
- Pseudocalotes jingpo Xu, Gong, Hou, Weng, Liu, Deng, Hu & Peng, 2024
- Pseudocalotes kakhienensis (Anderson, 1879)
- Pseudocalotes khaonanensis Chan-ard, Cota, Makchai & Laoteow, 2008
- Pseudocalotes kingdonwardi (Smith, 1935)
- Pseudocalotes larutensis Hallermann & McGuire, 2001
- Pseudocalotes microlepis (Boulenger, 1888)
- Pseudocalotes poilani (Bourret, 1939)
- Pseudocalotes rhaegal Grismer, Quah, Wood, Anuar, Muin, Davis, Murdoch, Grismer, Cota & Cobos, 2016
- Pseudocalotes rhammanotus Harvey, Hamidy, Kurniawan, Shaney & Smith, 2014
- Pseudocalotes saravacensis Inger & Stuebing, 1994
- Pseudocalotes tympanistriga (Gray, 1831)
- Pseudocalotes viserion Grismer, Quah, Wood, Anuar, Muin, Davis, Murdoch, Grismer, Cota & Cobos, 2016
- Pseudocalotes ziegleri Hallermann, Truong, Orlov & Ananjeva, 2010